# I’d Love You to Want Me
I’d Love You to Want Me — шестой сингл американского автора-исполнителя Lobo, записанный продюсером Филом Гернхардом и выпущенный (c «Am I True To Myself» на обороте) в 1972 году лейблом Big Tree Records (в США; в Британии, Германии и Испании — Philips Records). Сингл, включённый во второй альбом Of a Simple Man (1972), поднялся до #2 в Billboard Hot 100 и до #5 в UK Singles Chart — но не сразу, а в 1974 году, когда был здесь перевыпущен. Сингл возглавил чарты в Австралии (Kent Music Report, две недели #1), Канаде (RPM Magazine, 1 неделя) и Германии (Media Control Charts, 13 недель).

## Издания
- 1972 — Of a Simple Man (Rhino/Atlantic)
- 1986 — After Dusk (K-Tel Distribution)
- 1990 — Greatest Hits (Curb)
- 1990 — Super Hits of the '70s: Have a Nice Day, Vol. 9 (Rhino)
- 1993 — Golden Years 1972 (Dominion)
- 1993 — Rock & Roll Years: 1972 (K-Tel Distribution)
- 1993 — Super 70s, Vol. 1 (K-Tel Distribution)
- 1995 — Only Love: 1970—1974
- 1995 — Schmuse Hits: Voller Roma (Delta)
- 1995 — Super Box of Rock, Vol. 3 (K-Tel)
- 1996 — Best of Lobo (Curb)
- 1996 — I’d Love You to Want Me (Rhino)
- 1996 — Precious & Few (K-Tel)
- 1997 — 70’s Rock (Madacy)[6]

## Участники записи
- Lobo — вокал, гитара, клавишные
- John Mulkey — бас-гитара
- Roy Yeager — ударные
- Phil Benton — электрогитара
- Steve Feldman — конга, вибрафон, клавишные
- Phil Gernhard — продюсер, мультиинструменталист
- John Abbott — аранжировщик

## Кавер-версии
- Лайза Миннелли, The Singer (1973)
- Brady Bunch Kids, The Brady Bunch Phonographic Album (1973)
- Bonfire, Feels Like Comin' Home (1996)
- Деклан Гэлбрейт, You and Me (2007)

## Видео
- I’d Love You to Want Me. — Lobo. Выступление на германском ТВ.